# Шульги (село)
Шульги (укр. Шульги) — село,
Камышнянский поселковый совет,
Миргородский район,
Полтавская область,
Украина.
Код КОАТУУ — 5323255407. Население по переписи 2001 года составляло 299 человек.
село образовано слиянием хуторов Шульжин (Шульгин) Лоев и Охрименков
Село указано после 1945 года на специальной карте Западной части России Шуберта 1826-1840 годов как хутор Ахримонков    

## Географическое положение
Село Шульги примыкает к сёлам Булуки и Ступки. По селу протекает пересыхающий ручей с запрудой.

## Объекты социальной сферы
- Школа І—ІІ ст.